# Badener im Russlandfeldzug 1812

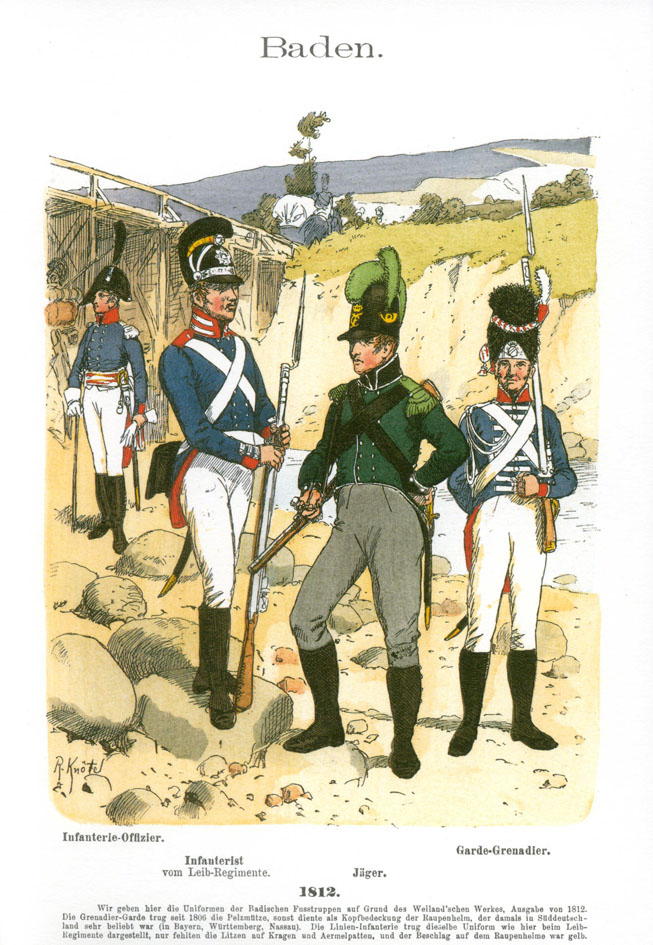
V. l. n. r.: Badischer Infanterie-Offizier, Infanterist vom Leibregiment, Jäger und Garde-Grenadier aus dem Jahr 1812 (Uniformkunde von Richard Knötel)

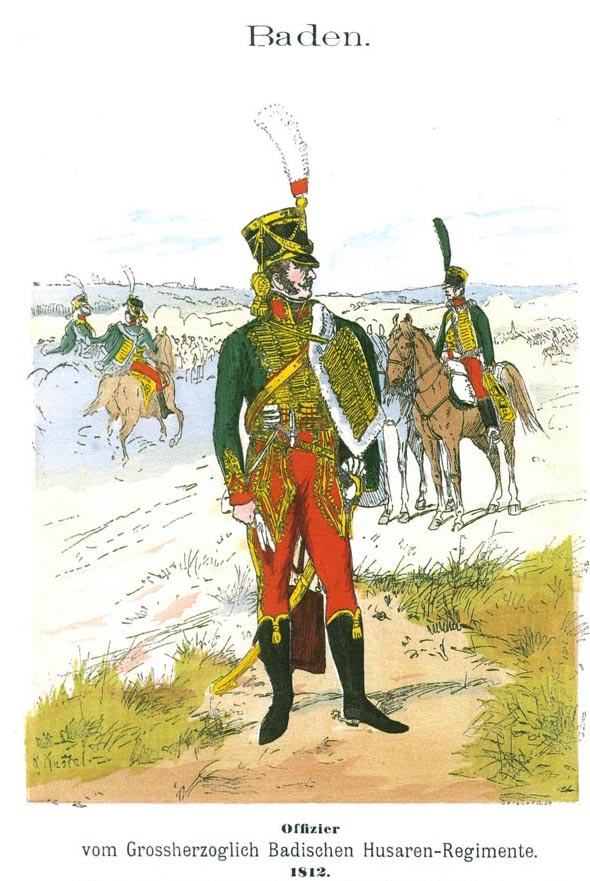
Badischer Husaren-Offizier aus dem Jahr 1812 (Uniformkunde von Richard Knötel)

Die Badener im Russlandfeldzug 1812 gehörten zum 9. Korps der Grande Armée. Kommandeur des Korps war der französische Marschall Claude-Victor Perrin gen. Victor. Die badische Brigade wurde von dem Grafen Wilhelm von Hochberg kommandiert, einem Sohn des Großherzogs Karl Friedrich von Baden aus dessen zweiter Ehe. Chef des Generalstabes war Ludwig von Grolmann. Gemeinsam mit zwei Regimentern bergischer Infanterie bildeten die Badener die 26. Division, deren Kommandeur General Daendels war.

## Vorgeschichte
Wie viele andere deutsche Staaten trat das Großherzogtum Baden im Jahr 1806 dem Rheinbund bei. Damit verpflichtete es sich zur Teilnahme an sämtlichen Kriegen des französischen Kaiserreichs. Noch im gleichen Jahr waren Rheinbundtruppen am Krieg gegen Preußen beteiligt. Ab 1808 nahmen badische Truppen am Krieg in Spanien teil. 1809 waren sie am Krieg gegen Österreich und der Niederschlagung des Aufstandes in Tirol beteiligt.

## Russlandfeldzug 1812

### Dokumentationen
Paul Holzhausen listet in seiner zusammenfassenden Sicht des Beitrags der Deutschen zum Russlandfeldzug 1812 im Quellenverzeichnis seines Buches acht Quellen mit schriftlichen Berichten von badischen Teilnehmern oder mit Auszügen von Berichten badischer Teilnehmer auf.

### Ausgangs-Truppenstärke der Badener
Das Kommando über die badischen Truppen wurde dem knapp 20-jährigen Markgraf Wilhelm von Baden erteilt, um an Napoléons Russlandfeldzug teilzunehmen. Die befehligte Gesamtstärke der Truppen betrug 7.666 Mann. Die Truppen setzten sich zusammen aus dem Leibregiment Nr. 1, Regiment Nr. 3, dem leichten Infanteriebataillon, dem Husarenregiment und 8 Geschützen. Das ebenfalls unterstellte 2. Infanterieregiment befand sich bereits seit 1811 in Danzig. Wilhelm von Baden marschierte mit seinen Truppen aus Karlsruhe am 16. Februar 1812 ab.

### Mitwirkung bei der Seeblockade
Die badischen Truppen wirkten vom 29. März bis 28. Juli 1812 beim Schutz der Ostseeküste gegen den Schmuggel und die Kapereien englischer Schiffe mit und verlagerten sich allmählich von Rügen über Greifswald und Stettin in Richtung Danzig.
Am 2. April erreichten sie Stettin. Am 24. Mai kam es dort zu Schießereien zwischen Franzosen und Badenern. Vorfälle dieser Art kamen nicht nur zwischen Badenern und Franzosen vor. Die Brigade verließ Stettin am 7. Juni und traf am 16. Juni in Marienburg ein. Die Badener blieben dort und nahmen am Russlandfeldzug vorerst nicht teil. Zu den Sicherungsaufgaben, die sie übernahmen, schrieb Carl Sachs, ein badischer Leutnant: „10. Juli – auf Streifkommando gegen das Gesindel, welches aus Polen kam, … In kurzem fingen wir 250 Vagabunden und brachten an 20 davon, welche wirkliche Diebe waren, nach Marienburg.“
Während des Aufmarsches der Armee Napoléons wurde ein Großteil der polnischen Lebensmittel für die französische Armee requiriert.

### Badische Truppen zum 9. Armeekorps
In Tilsit wurde das buntgemischte 9. Armeekorps der „Grande Armée“ unter Marschall Victor zusammengestellt. Am 9. August 1812 stieß Wilhelm von Baden mit seiner 1. (Badischen) Brigade von Danzig kommend dazu und wurde zu einem Teil des 9. Armeekorps. Die badischen Truppen waren in den Kriegen von 1806, 1807 und 1809 kampferprobt und am 22. Juli 1812 in Danzig nachträglich mit Munition, Verpflegung, Schlafsäcken und Stiefeln versehen worden.  Das IX. Korps war als Reserve vorgesehen, lediglich das 1. Bataillon des Badischen Linien-Regiments Nr. 2 wurde dem Hauptquartier Napoléons angegliedert und machte den Feldzug bis Moskau mit.

„Als ein seltsames Gemisch präsentierte sich das 9. Armeekorps. Es bestand aus drei Infanteriedivisionen, Daendels (26.), Partouneaux (28.), Girard (12.) und der Kavalleriedivision Fournier. Ganz deutsch war die Division Daendels, deren 1. (badische) Brigade Graf HOCHBERG (späterer Markgraf WILHELM VON BADEN) kommandierte, während die 2. (bergische) in der Person des Generals DAMAS einen Franzosen zum Führer hatte.“

### Marsch nach Minsk

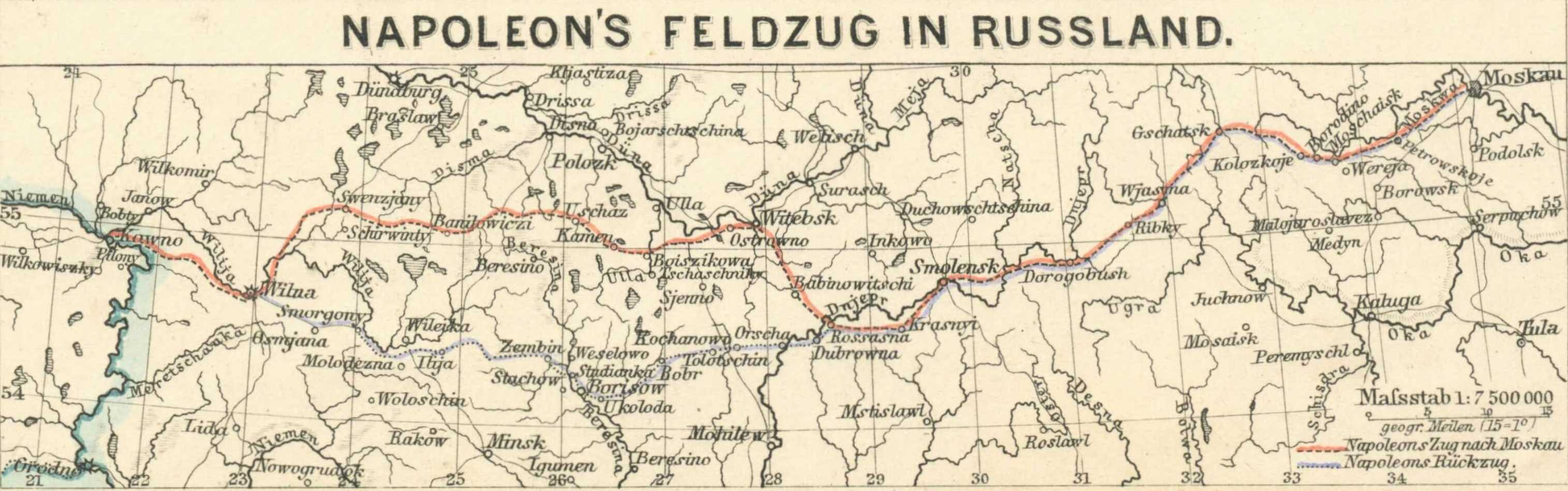
Marschrouten für Einmarsch und Rückzug, Karte von 1872

Erst Ende August erhielt das IX. Korps den Auftrag nach Russland zu marschieren. Die Badener erreichten am 31. August Ruschny, den ersten Ort im russischen Polen. Weiter ging der Marsch über Kowno (heute Kaunas) am 3. September, Wilna (heute Vilnius) am 8. September, Smorgoni am 12. September und nach Minsk am 15. September.

### Beginn des Rückzugs
Am 28. September erreichte die badische Brigade Smolensk. Später erhielt das IX. Korps den Auftrag, dem II. Korps von Marschall Oudinot, das aus Polozk (heute Polazk) kam, entgegenzumarschieren, um es zu unterstützen, und zog sich anschließend mit diesem Korps zurück. Am 25. November trafen sie bei Losznitza auf die Reste der Grande Armée. Der Befehl Wilhelms an seine Brigade, alles für das Treffen vorzubereiten, lautete:

„Losznitza, 25. November 1812. „Morgen wird nach Borisow marschirt und aller Wahrscheinlichkeit nach vor Seiner Majestät dem Kaiser die Revue passirt. Die Herren Kommandeure werden auf der Stelle alle Anstalten machen, um die Bataillone in einen so reinlichen und schönen Stand wie möglich zu setzen.“ Ein Rottenzettel, den ich für den Kaiser aufstellen ließ, ergab bei meiner Brigade noch eine Stärke von 2240 Mann unter dem Gewehr - ein für die damaligen Verhältnisse noch ganz ansehnliches Korps.“

### Absicherung des Rückzugs über die Beresina

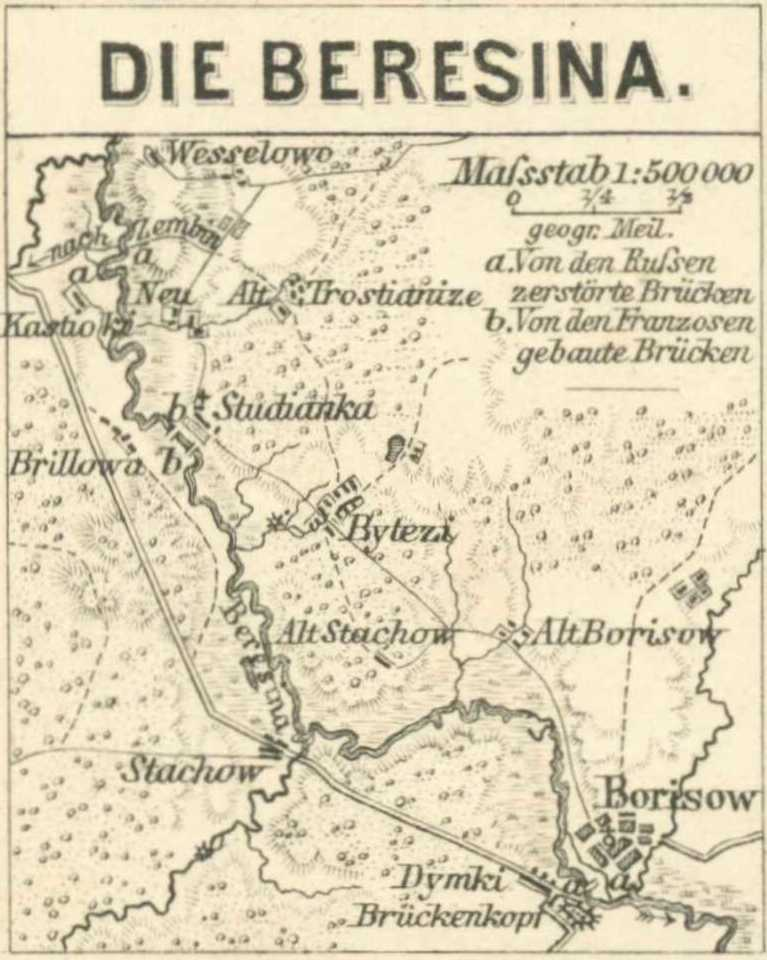
Brücken über die Beresina

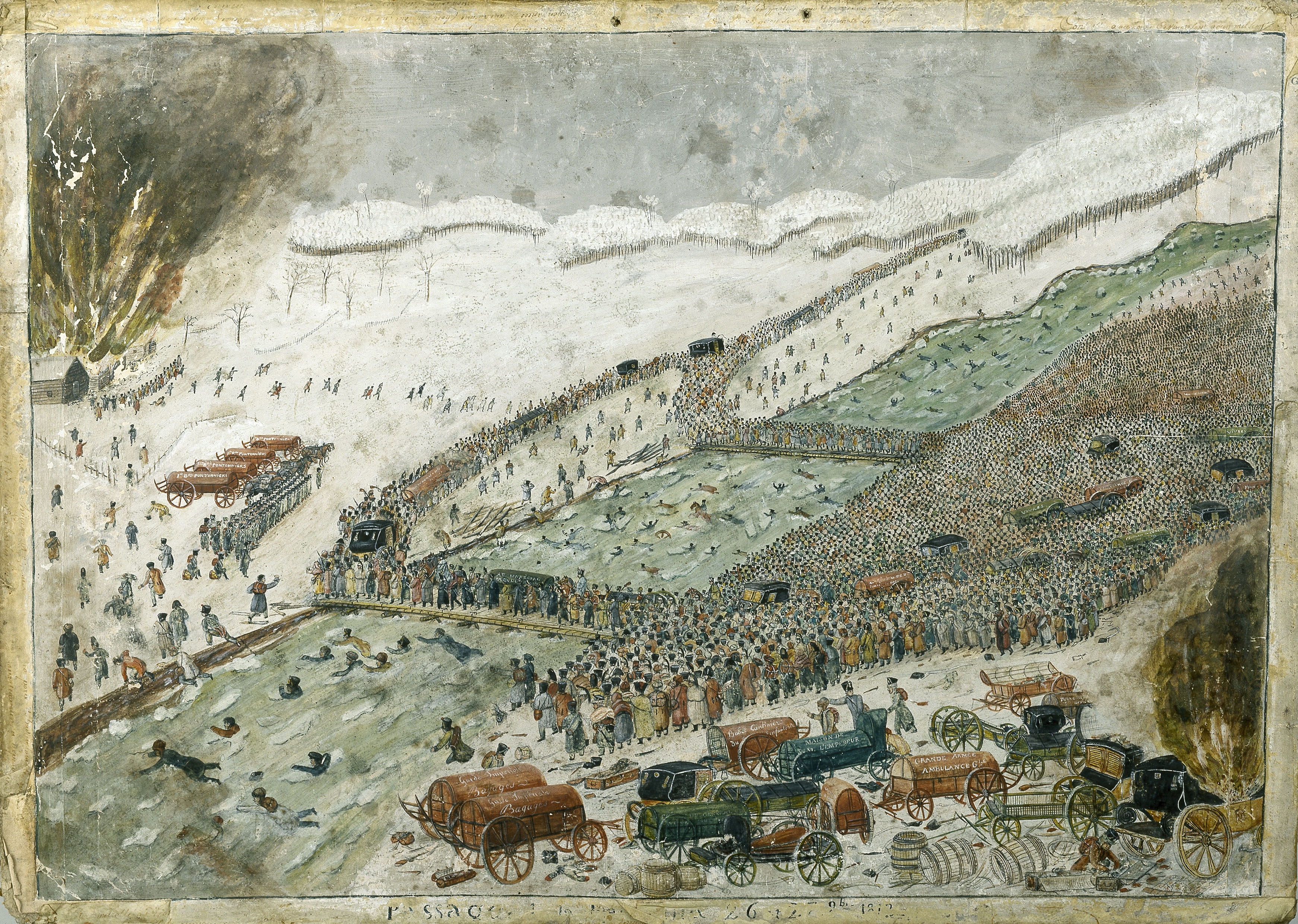
Aquarell vom Rückzug über die Beresina vom Augenzeugen Fournier

Das Armeekorps mit den Badenern erreichte Borisow (heute Baryssau) an der Beresina (heute Bjaresina) am 26. November 1812, fand die Brücke über die Beresina von den Russen zerstört vor und kam dadurch in seinem Rückzug nicht mehr weiter. In der Schlacht an der Beresina spielte das 9. Korps, und damit auch die Badener, eine entscheidende Rolle. Sie marschierten am 27. November von Borisow nach dem etwa zehn Kilometer nordwestlich gelegenen Dorf Studianka, wo zunächst eine kleinere Brücke errichtet worden war. Die badische Brigade überquerte den Fluss zum rechten Flussufer, wurde aber kurz nach Mitternacht, also am 28. November, zur Offenhaltung des Brückenkopfes gegen den Strom der nachflutenden Truppen wieder auf das Ostufer zurückgeschickt. Am Morgen begann der Angriff russischer Truppen unter General Wittgenstein, dem das IX. Korps den ganzen Tag erfolgreich standhielt. Der Markgraf Wilhelm von Baden und seine badischen und hessischen Truppen zeichneten sich sehr aus. Damit ermöglichten sie den Übergang vieler Soldaten und Zivilisten. Erst in den frühen Morgenstunden des 29. November zog sich das Korps mit den Badenern als Nachhut über die Beresina zurück. Von den beiden Brücken war die kleine Brücke bereits unbrauchbar, die größere Brücke war nahezu unpassierbar durch ein Knäuel von zertrümmerten Fuhrwerken sowie getöteten und verwundeten Menschen und Pferden. Die Brücke wurde unmittelbar nach der Rettung der Reste des Armeekorps zerstört. Auf dem linken Ufer blieben zurück und ihrem Schicksal überlassen etwa 10.000 isolierte Menschen sowie Verwundete und Kranke.

„Um 7. Uhr wurden auch die äußersten Posten über die Brücken gezogen, gegen welche sich nun auch diese Unglücklichen stürzten und neue Unordnungen verursachten. Die Brücken wurden, da sich kein Feind zeigte, erst um ½9. Uhr zerstört. Das linke Ufer erschallte nun von dem verzweiflungsvollen Geschrei der Zurückgebliebenen; die einen stürzten sich in das Wasser, um über den Fluß zu schwimmen, andere suchten über das schwache Eis oberhalb der Brücke zu gehen, brachen aber ein; die meisten aber, namentlich die Verwundeten und Kranken, sezten sich ergeben in ihr Schicksal nieder, den Schnee mit starren Blicken betrachtend, der bald ihr Grab werden sollte. –“

### Verlustreicher Rückzug als Arrièregarde
Ab 2. Dezember 1812 waren die Badener im 9. Korps mit den Resten des 2. Korps als Arrièregarde eingeteilt. Der Rückzug Richtung Wilna wurde dadurch erschwert, dass sich zwischen die Armee und die Arrièregarde etwa 60.000 Unbewaffnete drängten. Sie plünderten die Fahrzeuge, die an Engstellen liegen blieben, sofort aus und brachten den Rückzug ins Stocken. Ferner plünderten sie die Dörfer in der Nähe des Rückzugsweges. Die Arrièregarden fanden beim Eintreffen in die Nachtlager weder Lebensmittel noch Holz noch Stroh mehr vor.
Zu den Verlusten durch die Rückzugsgefechte und den Ausfall der Verpflegung kamen am 6. Dezember 1812 die Verluste durch die extreme Kälte von „einigen 20 Grad“. Die Kälte war am 7. Dezember „auf das höchste“ gestiegen. Durch sie wurden in der Nacht vom 6. auf den 7. Dezember viele Menschen im Biwak von Oszmiana (heute Aschmjany) getötet. Die Reste der Truppen waren als Arrièregarde kaum mehr zu gebrauchen und trafen am Abend des 8. Dezember vor den Toren von Wilna ein.

### Verzögerung des Rückzugs in Wilna
Am Eingangstor von Wilna gab es ein furchtbares Gedränge. Im erstbesten Haus wurde logiert und die Stühle mangels Brennstoff verfeuert. Am 9. Dezember zeigte sich, dass die badischen Offiziere in ihrer Einsatzmöglichkeit stark beeinträchtigt waren durch Verwundungen, Erschöpfung, Erfrierung der Hände und Füße und Schneeblindheit. Hochbergs rechte Gesichtshälfte war durch den beständigen eisigen Nordwind erfroren. Allerdings erhielten die badischen Soldaten neue Kleidungsstücke, Schuhe und Geld. Am 10. Dezember verließen die Badener Wilna um 4 Uhr morgens bei „grimmiger Kälte“ durch das nach Kowno führende Tor. Sie hörten dabei die Geräusche des Angriffs der Russen auf Wilna.

### Rückzug nach Marienwerder
Beim Rückzug nach Kowno ereigneten sich dramatische Szenerien am 10. Dezember bei der Anhöhe von Ponari, wo sich ein unentwirrbares Knäuel an Menschen und Wagen bei spiegelglatter Straße und 27 Grad Kälte (Reaumur, das sind −33,75 Grad Celsius) bildete und Plünderer aus den eigenen Reihen über die Liegengebliebenen herfielen. Diese unwirkliche Szenerie fand ihren Höhepunkt am 11. Dezember bei Ciszmory, wo die Menschen sich bei schneidendem Nordwind in Damenkleidung aus Pelz, Fellen von frischgeschlachteten Schafen und mit geraubter Kleidung von Erfrierenden vor der Kälte schützten. Bei der Engstelle einer geländerlosen Brücke wurden Kranke und Verwundete abgedrängt. Aus den frisch gestürzten Pferden wurde Fleisch und die Pferdeleber herausgeschnitten. Durch die Kälte war der Wassermangel sehr groß.
Der Rückzug ging weiter über Kowno am 12. Dezember, Wilkowski (heute Vilkaviškis), Gumbinnen (heute Gussew) und Insterburg (heute Tschernjachowsk) am 15. Dezember. Am 18. Dezember wurde Königsberg (heute Kaliningrad) erreicht, wo es ein badisches Depot mit Bewaffnung und Bekleidung gab. Am 19. Dezember ging ein Transport mit den Husaren nach Danzig. Am 23. Dezember war bei Heiligenbeil (heute Mamonowo) große Kälte. Am 25. Dezember erreichte Wilhelm von Baden mit Postpferden Marienwerder (heute Kwidzyn), den Sammelpunkt des Korps. Ein Klimaumschwung führte zu Tauwetter. Am 30. Dezember 1812 zählten die badischen Truppen in Marienwerder noch 537 Mann. Darunter waren 145 Mannschaften, die am Feldzug teilgenommen hatten.

### Rückzug bis zur Auflösung
Am 10. Januar 1813 zogen sich die Truppen an die Weichsel gegenüber Neuenburg in Westpreußen (heute Nowe) zurück und rückten am 12. Januar nach Neuenburg. Am 15. Januar wurde der 9. Korpsverband in Polnisch-Kronau aufgelöst. Über Stolenzyn, Rogasen (heute Rogoźno) ging es nach Posen, wo die Truppen am 18. Januar eintrafen. Am 21. Januar erhielten die badischen Truppen in Posen (heute Poznań) den Befehl zum Rückmarsch über Glogau (heute Głogów) und trafen am 18. Februar 1813 in Karlsruhe ein.

## Verluste
Das Großherzogtum Baden stellte 7.166 Soldaten für den Krieg gegen Russland. Große Verluste erlitten die badischen Soldaten bei der Absicherung des Rückzugs über die Beresina und bei ihrer Teilnahme an der Arrièregarde bis Wilna. Am 30. Dezember zählte die Brigade in Marienwerder einschließlich der Mannschaft des Depots noch 537 Mann. Die am Feldzug direkt Beteiligten zählten noch 145 Mann.
Ein Nachweis über das „Schicksal der badischen Offiziere und Kriegsbeamten des badischen Truppenkorps in Rußland“ ist in Beilage 13 des Buches von Philipp Roeder von Diersburg enthalten. Demnach hat sich die Zahl der Heimkehrer auch dadurch verringert, dass Personen während des Feldzuges in die Heimat oder in neu errichtete Regimenter versetzt wurden oder dass in Wilna Zurückgebliebene gefangen genommen, ins Innere Russlands transportiert und erst 1814 entlassen wurden.
Viele Vermisstenschicksale waren nicht mehr zu klären.